# Silvia Moos
Silvia Moos (1964, Buenos Aires) es una bioquímica argentina, y fundadora tanto de Centralab como de Klik. Obtuvo su licenciatura en la Facultad de Farmacia y Bioquímica de la Universidad de Buenos Aires.
Centralab es un importante laboratorio argentino de química clínica con equipamiento state of the art autómata. Fundado en 1994, Centralab procesa 2.500 protocolos de bioquímica de pacientes, y 5 millones de tests anualmente, recibiendo muestras de 130 laboratorios. 
Klik es una institución que trabaja en entrenamiento mental.